# Коккоярви (озеро, Лоухский район)
Коккоярви — пресноводное озеро на территории Кестеньгского сельского поселения Лоухского района Республики Карелии.

## Общие сведения
Площадь озера — 2,2 км², площадь водосборного бассейна — 38,2 км². Располагается на высоте 109,5 метров над уровнем моря.
Форма озера продолговатая: оно почти на три километра вытянуто с северо-запада на юго-восток. Берега каменисто-песчаные, преимущественно возвышенные, местами заболоченные.
С юго-западной стороны озера вытекает безымянная протока, впадающая в Топозеро.
С севера и северо-запада в Коккоярви впадают два небольших ручья.
Юго-восточную оконечность озера огибает трасса 86К-127 («Р-21 „Кола“ — Пяозерский — граница с Финляндской Республикой»), проходящая через деревню Коккосалму.
Код объекта в государственном водном реестре — 02020000411102000000117.